# Stolnica v Parmi
Stolnica v Parmi ali Stolnica Marije Vnebovzete (italijansko Duomo di Parma, Cattedrale di Santa Maria Assunta) je rimskokatoliška stolnica v Parmi v italijanski deželi Emiliji - Romanji, posvečena Marijinemu vnebovzetju. V njej je bil sedež škofije. Je pomembna italijanska romanska stolnica s kupolo, okrašena z  iluzionistično fresko renesančnega slikarja Antonio da Correggia, ki je vplivala na druge slikarje.

## Zgodovina
Leta 1059 jo je začel graditi škof Cadalo, kasneje protipapež z imenom Honorij II. Leta 1106 jo je posvetil Pašal II. V 6. stoletju je bila verjetno tu bazilika, vendar je bila pozneje opuščena. Naslednja cerkev je bila posvečena v zadnjem delu 9. stoletja grofa škofa Guiboda. Nova cerkev je bila močno poškodovana zaradi potresa leta 1117 in jo je bilo treba obnoviti. Od prvotne stavbe se lahko vidijo ostanki prezbiterija, transepta, kora in apsid ter deli kiparskega okrasa. Široko pročelje je bilo končano leta 1178: ima tri lože in tri portale, katerih vrata je leta 1494 izdelal Luchino Bianchino. Med srednjimi in desnimi vrati je grob matematika in filozofa Biagia Pelacanija, ki je umrl leta 1416.
Gotski zvonik je bil dodan kasneje, med letoma 1284 in 1294: zasnovana je bila dvojna konstrukcija na levi strani, vendar je niso nikoli začeli. Poleg stolnice je osmerokotna krstilnica.

## Arhitektura in oprema
Stolnica je triladijska bazilika v tlorisu latinskega križa. Poleg gotskega zvonika kaže predvsem romanske oblike. Trinadstropna fasada s portali v sredini in dvema horizontalnima vrstama arkad je izjemna. Trije portali v pritličju so na položaju treh ladij v notranjosti.

## Notranjost
Notranjost, z glavno in dvema stranskima ladjama, je deljena s stebri s pilastri. Prebiterij in transept sta povišana, da omogočata prostor za kripto. V njem so ostanki antičnih mozaikov, ki dokazujejo, da je bil tu kultni tempelj vsaj iz 3. ali 4. stoletja. Stranske kapele so bile zgrajene za grobove plemiških družin iz Parme: dve od njih, Valerijeva in Občinska, sta ohranili prvotno okrasje iz 14. stoletja.
Posebej pomembni so kapiteli, tudi na zunanjosti: mnogi so bogato okrašeni z listi, mitološkimi figurami, prizori vojne ter bibličnimi in evangelijskimi prizori. V desnem transeptu je Snemanje s križa Benedetta Antelamija (1178). Ciklus fresk v ladji in steni apside so delo Lattanzia Gambare in Bernardina Gattija. Vzdolž ladje so v lunetah na obokih enobarvne freske iz Stare zaveze ter dogodki iz pasijona. To doseže vrhunec v kupoli apside, ki jo je izdelal Girolamo Mazzola Bedoli, s Kristusom, Marijo, svetniki in angeli v slavi (1538–1544). Freske iz 15. stoletja v Valerijevi kapeli pripisujejo delavnici Bertolina de'Grossija. Freske v  Občinski kapeli, verjetno so iz iste delavnice, so bile naslikane po kugi leta 1410–11 in posvečene svetemu Sebastijanu. Kripta ima spomenik svetega Bernarda, škofa Parme (1106–1133), zavetnika škofije. Spomenik sta leta 1544 izdelala Prospero Clementi in Girolamo Clementi ob oblikovanju Mazzole Bèdolija.
V zakristiji so dela, pripisana Luchinu Bianchiniju (1491). Štiri reliefe je naredil Benedetto Antelami in so iz leta 1178. Portal ima tudi dve rezbariji Luchina Bianchina. Dva velika marmorna leva podpirata antične stebre, ki ju je leta 1281 izklesal Giambono da Bissone. V Ravacaldijevi kapeli so freske, pripisane delavnici Bertolina de'Grassija.

### Kupola
Nad križiščem ladje in transepta je osmerokotni stolp, nad katerim se dviga kupola. Poslikana je z iluzionistično fresko Marijinega vnebovzetja, ki je delo Antonia da Correggia. Naslikal jo je med letoma 1526 in 1530. Njegovo tehniko perspektivnega skrajšanja je uporabljal Melozzo da Forlì  tako učinkovito, da je bila vzorec za kasnejša baročna dela.

### Kripta
Pod vzhodnim koncem cerkve se širi romanska kripta, večkrat preoblikovana. Prekrita je s križno obokanim stropom, ki ga podpirajo marmorni stebri s kapiteli. Število je spremenljivo in usklajeno s transeptom, korom in apsido zgoraj.
V središču je sodoben oltar, zgrajen leta 2005. V grobnici so marmoren oltar, sestavljen iz prisekane piramide, obrnjene s konico navzdol, bronast ambon in marmorni sedeži. S stropa visi moderen bronast križ iz leta 2005. Ob straneh so lesene klopi Mattea Fabija iz leta 1555.
Pod desnim transeptom sta dva baročna stranska oltarja iz večbarvnega marmorja, posvečena svetemu Bernardu iz Parme Jeroma Bedolija-Mazzole (1544) in svetemu Agapitu.

## Krstilnica
Krstilnica stoji jugozahodno od stolnice in je med najpomembnejšimi te vrste. Osmerokoten, bogato okrašen stolp je bil zgrajen med letoma 1196 in 1216 in nato pobarvan s prizori iz Stare in Nove zaveze